# قشلاق طرزلو
قشلاق طرزلو، روستایی است از توابع بخش مرکزی شهرستان ارومیه و در شهرستان ارومیه استان آذربایجان غربی ایران.

## جمعیت
این روستا در دهستان روضه‌چای قرار داشته و بر اساس سرشماری سال ۱۳۸۵ جمعیت آن برابر با ۳۵۳ نفر (۷۷ خانوار) بوده‌است.

## محصولات روستا
اکثر باغ‌های روستای قشلاق را باغ‌های گردو تشکیل می‌دهند.
البته علاوه بر درخت‌های گردو درختانی مثل: سیب و انگور نیز یافت می‌شود.